# Mouy
Mouy é uma comuna francesa na região administrativa de Altos da França, no departamento de Oise. Estende-se por uma área de 9,87 km². Em 2010 a comuna tinha 5 329 habitantes (densidade: 539,9 hab./km²).